# Gustave Besnard

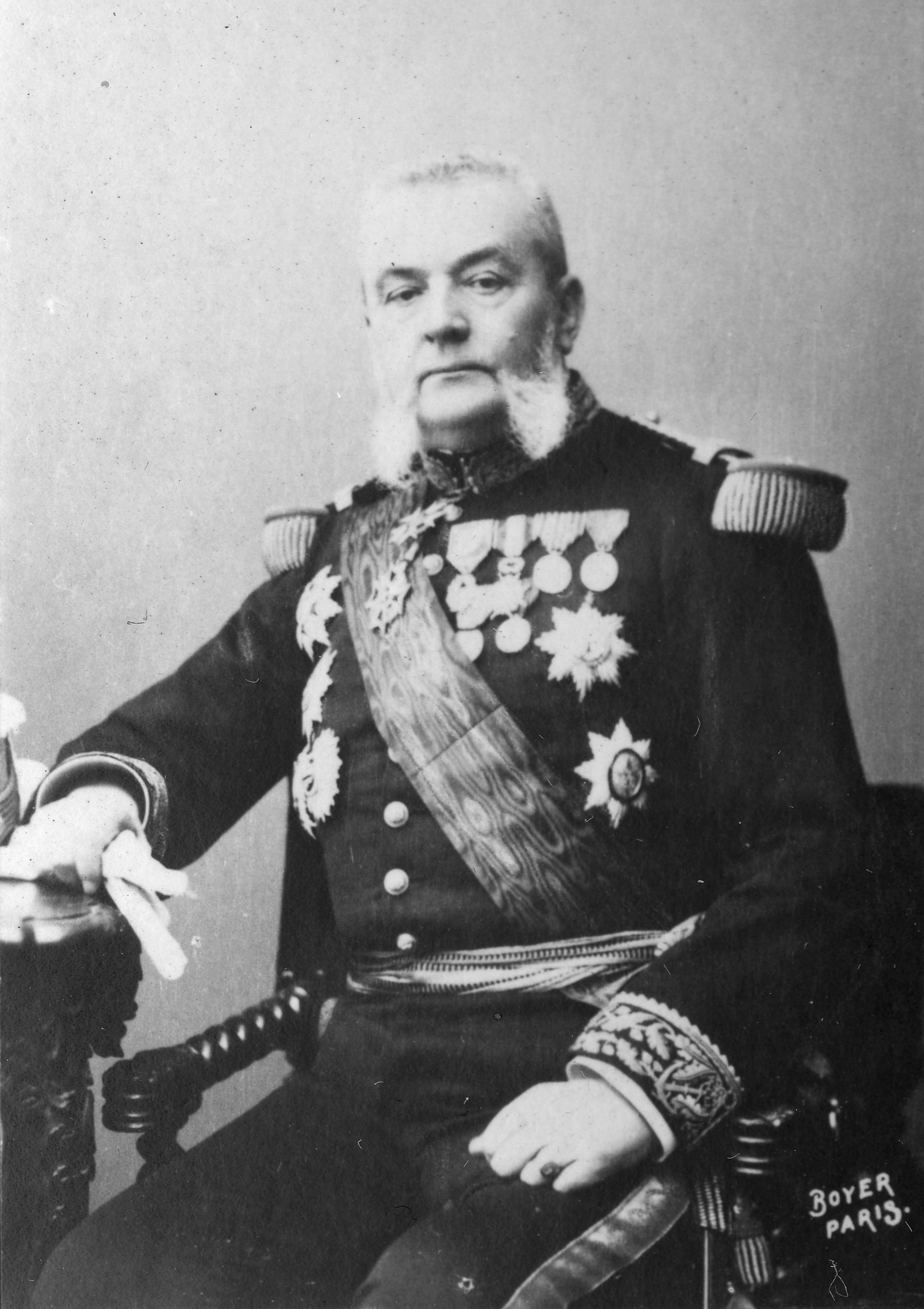
Admiral Gustave Besnard

Armand Louis Charles Gustave Besnard (* 11. August 1833 in Rambouillet, Département Yvelines; † 15. Juli 1903 in Château du Rohu, Département Morbihan) war ein französischer Seeoffizier und Vizeadmiral (Vice-amiral), der unter anderem zwischen 1893 und 1895 Präfekt der Marinebasis Brest sowie 1895 und erneut von 1896 bis 1898 Marineminister war.

## Leben

### Ausbildung zum Seeoffizier und Kriegseinsätze
Armand Louis Charles Gustave Besnard, Sohn von Auguste und Edmé Flore Penny, begann nach dem Schulbesuch 1850 als Élève-officier seine Ausbildung zum Seeoffizier an der Marineschule (École navale), die er 1852 als Angehöriger der Promotion 1850 auf dem Schulschiff Borda abschloss. Er wurde daraufhin auf die Fregatte Forte der Pazifikdivision (Division du Pacifique) versetzt und nahm an den Operationen des Flottillenadmiral Auguste Febvrier Despointes kommandierten Geschwaders in Neukaledonien und während des Krimkrieges an der Belagerung von Petropawlowsk-Kamtschatski (18. August bis 27. August 1854) auf Kamtschatka teil. 1855 wurde er zum Leutnant zur See (Enseigne de vaisseau de deuxième classe) befördert und zu der zum Mittelmeergeschwader (Escadre de la Méditerranée), welches auch Escadre d’évolutions genannt wurde, gehörenden Redoutable versetzt. Er nahm während des Sardinischen Krieges (17. April bis 12. Juli 1859) an der Blockade der Straße von Otranto teil. Nachdem er die Schießschule in Vincennes absolviert hatte, wurde er zu den Marineverbänden im Japanischen Meer und im Fernen Osten verlegt, wo er sich unter dem Kommando von Admiral Léonard Victor Charner während der Cochinchina-Kampagne bei der Eroberung der Taku-Forts und Mỹ Tho im April 1861 auszeichnete.
Nach seiner Beförderung zum Kapitänleutnant (Lieutenant de Vaisseau) im August 1861 nahm Besnard 1862 an den Operationen bei Vĩnh Long sowie im heutigen Kambodscha teil. Für seine militärischen Verdienste erhielt er am 13. August 1863 das Ritterkreuz der Ehrenlegion. Im September 1863 wurde er an Bord der Fregatte Armorique versetzt und nahm in den folgenden Jahren an verschiedenen Operationen an der Küste von Westafrika teil. 1867 wurde er Kommandant des Aviso Pélican sowie 1870 der Obligado, die beide an der Küste von Frankreich im Einsatz waren. Während des Deutsch-Französischen Krieges (19. Juli 1870 bis 10. Mai 1871) wurde er mit anderen Seeoffizieren wie Jean Bernard Jauréguiberry, Auguste Gougeard und Benjamin Jaurès zur Landarmee versetzt und war als Oberst Chef des Stabes der zur Loire-Armee (Armée de la Loire) gehörenden 4. Division (4ème division). Während des Krieges zeichnete er sich bei der Schlacht bei Le Mans (10. bis 12. Januar 1871) aus und wurde hierfür vom Kommandeur der Loire-Armee, General Alfred Chanzy, am 14. Januar 1871 mit dem Offizierskreuz der Ehrenlegion ausgezeichnet.

### Aufstieg zum Vizeadmiral

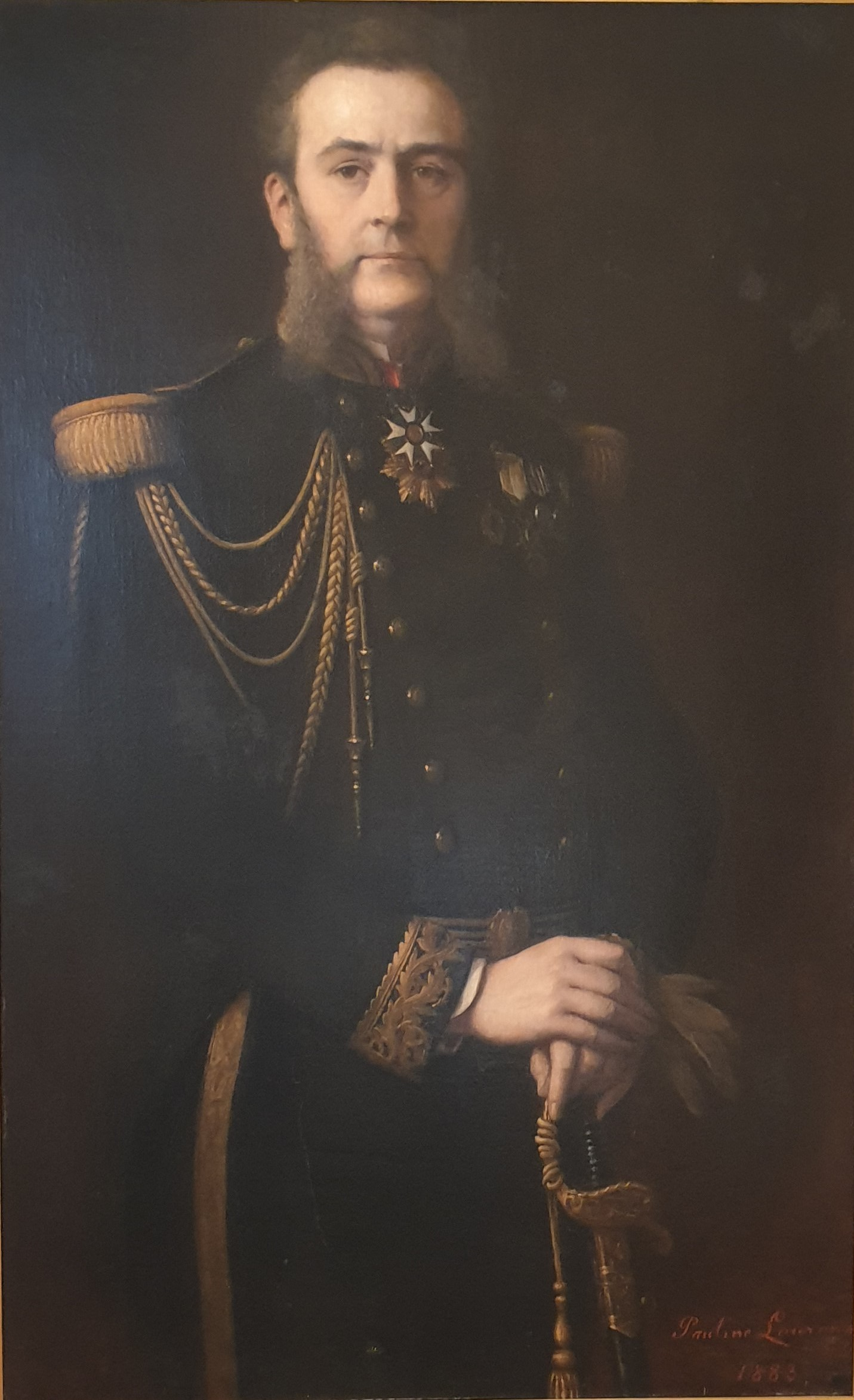
Kapitän zur See Gustave Besnard (Gemälde seiner Ehefrau Pauline Laurens, 1883)

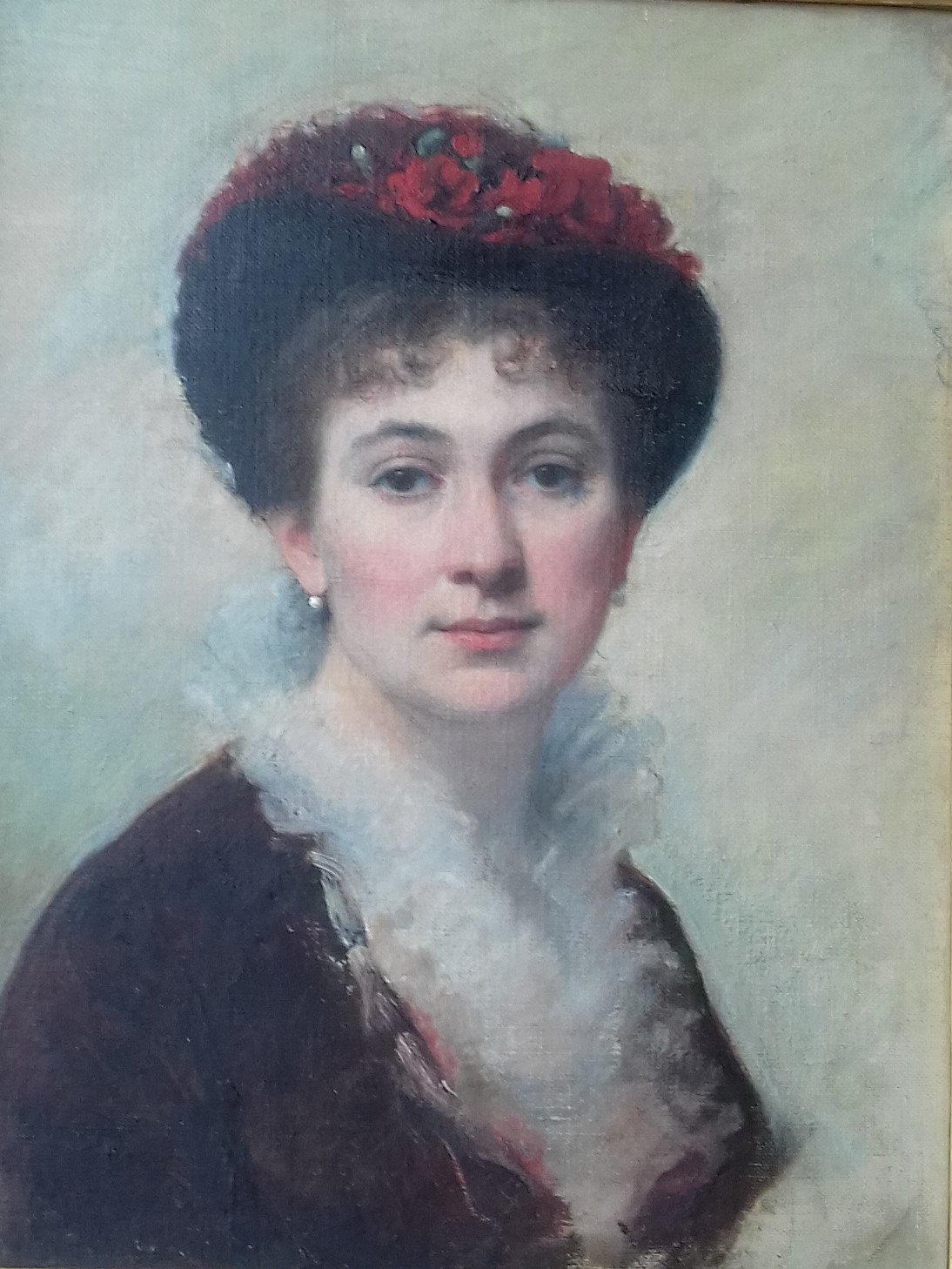
Selbstporträt seiner zweiten Ehefrau Pauline Laurens.

Nach Kriegsende war Gustave Besnard Kommandant der im Südatlantik eingesetzten Curieux und rettete 1872 ein Schiff aus Nantes vor dem Totalverlust, das im Río de la Plata gestrandet war. Nachdem er 1873 zum Fregattenkapitän (Capitaine de Frégate) befördert worden war, fungierte er zwischen 1873 und 1876 als stellvertretender Kommandant der Marineschule auf dem Schulschiff Borda. Danach wurde er auf der Gepanzerten Fregatte Gauloise sowie danach auf der Gepanzerten Fregatte Suffren Adjutant und Chef des Stabes von Flottillenadmiral Benjamin Jaurès, der zu der Zeit Kommandeur der Freistehenden Division des Evolutionsgeschwaders im Ärmelkanal war. Im Anschluss fungierte er zwischen 1877 und 1879 als Kommandant des im Fernen Osten operierenden Kreuzers Ducouëdic, dessen Aufgabe es war, die Piraterie zu bekämpfen und die Sicherheit der Seewege wiederherzustellen. 1880 wurde er zum Kapitän zur See (Capitaine de Vaisseau) befördert und gehörte als solcher als Mitglied der Kommission für Rüstungsvorschriften (Commission du règlement d’armement) an. Am 1. September 1881 wurde er Kommandant der Marineschule auf dem Schulschiff Borda, übergab diesen Posten aber bereits nach wenigen Monaten am 16. November 1881 an Kapitän zur See Ulysse Auguste Devarenne. Er selbst wurde im November 1881 Chef des Stabes und Kabinettschef von Marineminister Auguste Gougeard und verblieb auf dieser Funktion bis Februar 1882. Danach wurde er Kommandant der Gepanzerten Fregatte Surveillante, die zur Levante-Division (Division de Levant) gehörte. Für seine Verdienste wurde er am 25. Januar 1882 zum Kommandeur der Ehrenlegion ernannt. 1883 wurde er auf dem Kreuzer Friedland erneut Chef des Stabes von Konteradmiral Benjamin Jaurès, der nunmehr Oberkommandierender des Evolutionsgeschwaders (Escadre d’évolutions) war. Im September 1884 wurde er Kommandant der Iphigénie, ein Ausbildungskreuzer für Seekadetten.
Im Dezember 1886 wurde Besnard zum Konteradmiral (Contre-amiral) befördert und fungierte daraufhin von April 1887 bis Dezember 1889 als Leiter der Personalabteilung im Marineministerium. Am 22. Februar 1890 übernahm er den Posten als Oberkommandierender der Marinedivision Fernost (Division navale d’Extrême-Orient) mit dem Flaggschiff Triomphante und bekleidete diesen bis zum 3. Februar 1892. Im Februar 1892 erhielt er seine Beförderung zum Vizeadmiral (Vice-amiral) und wurde im Anschluss in Personalunion Leiter des Hydrografischen Dienstes der Marine (Service hydrographique de la Marine), Vizepräsident der Leuchtturmkommission (Commission des phares) sowie Mitglied des Verwaltungsrates des Pariser Observatoriums. Am 30. September 1893 löste er Konteradmiral Charles Édouard de La Jaille als Präfekt der Marinebasis Brest (Préfet maritime de Brest) ab und behielt dieses Amt bis zum 28. Januar 1895, woraufhin Konteradmiral Édouard Barrera seine Nachfolge antrat.

### Marineminister
Am 28. Januar 1895 wurde Gustave Besnard als Marineminister (Ministre de la Marine) in das dritte Kabinett Ribot berufen und bekleidete dieses Amt bis zum 1. November 1895. Das Amt des Marineministers übernahm er abermals zwischen dem 29. April 1896 und dem 28. Juni 1898 im Kabinett Méline. Am 25. September 1896 wurde er zum Großoffizier der Ehrenlegion ernannt. Während der Diskussionen über den Marinehaushalt vor dem Parlament betrachtete Admiral Besnard das Schlachtschiff als den wesentlichen Faktor bei der Beherrschung der Meere und überließ den Torpedobooten nur ihre normale Rolle, die Verteidigung der Küsten. Er startete Rüstungsprogramme, die die Entwicklung des Schlachtkorps (corps de bataille) in den Mittelpunkt der Flotte stellten, also große Schiffe wie Geschwaderschlachtschiffe mit hohem Offensivpotential. Schließlich arbeitete er an der Stärkung der Seemacht Frankreichs durch die Schaffung von Stützpunkten für Marinedivisionen im Ausland sowie Schaffung des Arsenals von Bizerte in Tunesien. Er schied im November 1898 aus dem aktiven Dienst aus. Er war unter anderem Träger des Kaiserlich-Königlichen Ordens vom Weißen Adler.

### Familie
Armand Louis Charles Gustave Besnard war zwei Mal verheiratet. In erster Ehe heiratete er am 8. Januar 1867 Louise Adèle Pauline Bonnemant, die 1875 verstarb. Am 22. Oktober 1881 heiratete er in zweiter Ehe die Malerin Rosalie Pauline Laurens.